# 宇賀武 (政治家)
宇賀 武（うが たけし、1948年〈昭和23年〉 - ）は、日本の政治家。自由民主党所属。滋賀県議会議員 (3期)、滋賀県議会議長 (93代) 、能登川町長 (1期) 、能登川町議会議員 (4期) を歴任。旭日小綬章受章。

## 来歴
1988年10月、旧能登川町議会議員に初当選して4期務めた後、2004年 (平成16年) 11月に旧能登川町長に当選し、東近江市との合併に伴い2005年12月に退任。翌年7月の県議会議員補欠選挙で無投票当選。その後3期連続当選し、県議会では、文教警察・企業常任委員会委員長、造林公社問題対策特別委員会委員長、議会運営委員会委員長、監査委員を歴任。2013年4月 県議会議長に選出された。なお、同期の副議長は1年交代の慣例を破って山田和広が続投した。県議会のテレビ放映や議員定数削減などに取り組んだほか、滋賀県遺族会が主催したミャンマー戦跡慰霊巡拝に参加し、インパール作戦の失敗等により犠牲になった日本兵を慰霊した。2015年の統一地方選挙に出馬せず政界を引退。

## 栄典
- 2018年11月 秋の叙勲で地方自治功労により旭日小綬章を受章[2]